# Movement for the Actualization of the Sovereign State of Biafra
Die Movement for the Actualization of the Sovereign State of Biafra (abgekürzt MASSOB, Bewegung für die Verwirklichung eines souveränen Staates Biafra) ist eine Untergrundorganisation in Nigeria, die für die Unabhängigkeit Biafras kämpft.
Viele junge Igbos (die Igbos machen 13,3 % der Bevölkerung Nigerias aus) haben sich in der MASSOB zusammengeschlossen. Größere Öffentlichkeit erreichte die MASSOB in Nigeria durch das harte Vorgehen der Behörden gegen die als „separatistisch“ verbotene Organisation. Viele Mitglieder mussten untertauchen und arbeiten aus der Illegalität heraus. Die älteren Ibo-Führer, einschließlich Chukwuemeka Odumegwu, der den Biafra-Krieg führte und Oberbefehlshaber der Streitkräfte Biafras war, distanzieren sich von der MASSOB. Im Bundesstaat Imo ist sie auch als Miliz aktiv und wird unterstützt von Gouverneur Udenwa. 
Die Führer der MASSOB haben sich von Nigeria „losgesagt“ und einen unabhängigen Igbo-Staat ausgerufen, Biafra. Anhänger dieser Unabhängigkeitsbewegung hissen die ehemalige Staatsflagge; manche Mitglieder der MASSOB tragen die Uniform der damaligen biafranischen Polizei und liefern sich Schießereien mit der Bundespolizei.
Im Mai 2000 wurden in Aba im Bundesstaat Abia 54 Anhänger der Bewegung festgenommen und des Landesverrats sowie wegen einer rechtswidrigen Versammlung angeklagt. Sie sollen den Sturz der Regierung geplant haben, indem sie einen unabhängigen Staat ausriefen. Im August 2000 ließ ein Gericht auf Bundesstaatenebene die Anklage wegen Landesverrats nicht zu, weil es sich dabei um einen Verstoß gegen ein Bundesgesetz handelte und das Gericht deshalb nicht zuständig sei. In Bezug auf die Anklage der Teilnahme an einer rechtswidrigen Versammlung gewährte das Gericht den Angeklagten die Haftentlassung gegen Zahlung einer Kaution.
Bei einem Angriff auf das MASSOB-Hauptquartier, bei dem auch die Bundesarmee beteiligt gewesen sein soll, hat es nach Angaben des Guardian (11. März 2001) 10 Tote und 50 Verletzte gegeben. Daraufhin gab es einen Angriff der MASSOB auf eine Polizeistation, bei der einige der Inhaftierten befreit wurden.